# Ronnie Biggs

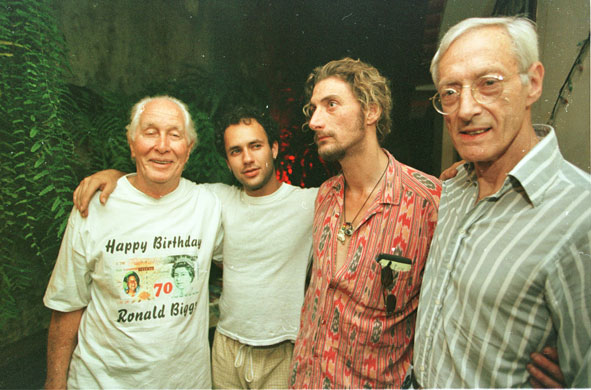
Links Ronnie Biggs op zijn 70e verjaardag. Rechts Bruce Reynolds, de leider van de treinroof, met hun zonen

Ronald Arthur "Ronnie" Biggs (Lambeth, 8 augustus 1929 – East Barnet, 18 december 2013) was een van de daders van de grote treinroof die plaatsvond in 1963. Voor zijn aandeel werd hij daartoe veroordeeld tot een gevangenisstraf van dertig jaar.
Na vijftien maanden hechtenis ontsnapte Biggs uit de gevangenis en vluchtte naar Parijs, waar hij plastische chirurgie onderging om onherkenbaar te worden. Via Australië streek hij uiteindelijk neer in Brazilië. Brazilië kon hem echter niet uitleveren aan de Britse autoriteiten omdat hij inmiddels een kind had verwekt bij een Braziliaanse vrouw. En de Braziliaanse wet verbiedt de uitlevering van de vader van een Braziliaans kind aan een ander land. Tot ongenoegen van de Britse overheid woonde Biggs daar 35 jaar lang en was daardoor ongrijpbaar voor de Britse justitie, maar trok wel de belangstelling van de pers.
Vanwege zijn gezondheid keerde hij in 2001 terug naar zijn vaderland, waar hij een deel van zijn straf alsnog uitzat. Na acht jaar hechtenis werd bekend dat hij ongeneeslijk ziek was en overgebracht was naar een ziekenhuis. Kort hierna deed hij een verzoek tot vervroegde vrijlating, maar de Britse minister van Justitie Jack Straw weigerde, omdat hij geen berouw had getoond. Begin augustus 2009 maakte Straw bekend uit mededogen toch vervroegde invrijheidstelling toe te passen. Biggs verliet op donderdagavond 6 augustus 2009 de gevangenis, waarna hij werd overgebracht naar een ander ziekenhuis.
Biggs overleed op 18 december 2013.

## Muzikale bijdragen
Biggs speelde het klaar om meer dan 30 jaar buiten het bereik van de Britse autoriteiten te blijven en werd daardoor in bepaalde kringen een beroemdheid, hoewel hij niet een van de hoofdpersonen bij de treinroof was.
In 1978 zong hij twee nummers met de Sex Pistols. No One Is Innocent bereikte de zesde plaats in de Engelse hitlijst, maar het tweede nummer Belsen Was a Gas werd niet, zoals de bedoeling was, op single uitgebracht maar alleen op lp. Na een radio- en winkelboycot van de eerste single wegens de medewerking van Biggs daaraan, durfde de platenmaatschappij een tweede single niet aan.
Daarna maakte hij het muziekalbum Mailbag Blues, dat had moeten dienen als soundtrack voor een film over zijn leven. Dit album maakte hij met Bruce Henry, Jaime Shields en Aureo de Souza, en werd opnieuw uitgebracht in 2004.
In 1991 zong hij een nummer voor de Duitse band Die Toten Hosen.
- Bibsys: 90797127
- Bibliothèque nationale de France: cb14035148t (data)
- CiNii: DA10673132
- Gemeinsame Normdatei: 118663135
- International Standard Name Identifier: 0000 0001 2277 083X
- Library of Congress Control Number: n84007307
- MusicBrainz: 23093b5b-2073-48b0-9190-1c5f4e112681
- Bibliotheek van het Japanse parlement: 00512052
- Nationale Bibliotheek van Tsjechië: hka2011649814
- Nationale bibliotheek van Australië: 35018608
- Nederlandse Thesaurus van Auteursnamen: 129773298
- Système universitaire de documentation: 089288971
- Trove: 793005
- Virtual International Authority File: 18015962
- WorldCat: E39PBJwhCjdYJdkvChhX9tptrq